# Emilio Manazza
Emilio Manazza (Milano, 22 maggio 1906 – Rozzano, 7 maggio 1980) è stato un calciatore italiano, di ruolo attaccante.

## Carriera
Inizia la carriera nel settore giovanile del Milan, con cui gioca anche una partita in Divisione Nazionale nella stagione 1928-1929 ed una in Serie A l'anno seguente.
Passa in seguito al Pavia, con cui nella stagione 1930-1931 segna 6 gol in Prima Divisione, la terza serie dell'epoca. Dopo altre due stagioni consecutive nella stessa categoria, nella prima delle quali va a segno 14 volte, il Pavia viene promosso in Serie B, campionato in cui Manazza segna 3 reti in 23 presenze.
A fine stagione passa al Catania, partecipante anch'esso al torneo di Serie B, dove segna un gol in 4 incontri; viene riconfermato anche per l'annata successiva, durante la quale va a segno 2 volte in 30 gare.
Nella stagione 1937-1938 gioca nell'Alfa Romeo Milano, in Serie C.
Dal 1939 al 1941 è tesserato dal Vigevano, con cui nella stagione 1939-1940 gioca una partita in Serie B, arrivando così ad un totale di 58 presenze e 6 reti nella divisione cadetta.

## Palmarès

### Club

#### Competizioni nazionali
- Prima Divisione: 1

Pavia: 1932-1933